# تيدجان
تيدجان هي قرية في مقاطعة خوانسار، إيران. يقدر عدد سكانها بـ 411 نسمة بحسب إحصاء 2016.